# Coucou de Sonnerat
Cacomantis sonneratii
Espèce
Statut de conservation UICN

 LC  : Préoccupation mineure
Le Coucou de Sonnerat (Cacomantis sonneratii) est une espèce d'oiseau de la famille des Cuculidae.

## Nomenclature
Son nom commémore le naturaliste et explorateur français Pierre Sonnerat (1748-1814).

## Répartition et sous-espèces

Aires de répartition

- C. s. sonneratii (Latham, 1790) — Inde, Himalaya et Asie du Sud-Est ;
- C. s. waiti (Baker, ECS, 1919) — Sri Lanka ;
- C. s. fasciolatus (Müller, S, 1843) — Sumatra, Bornéo et Palawan ;
- C. s. musicus (Ljungh, 1803) — Java.